# Terrafugia Transition

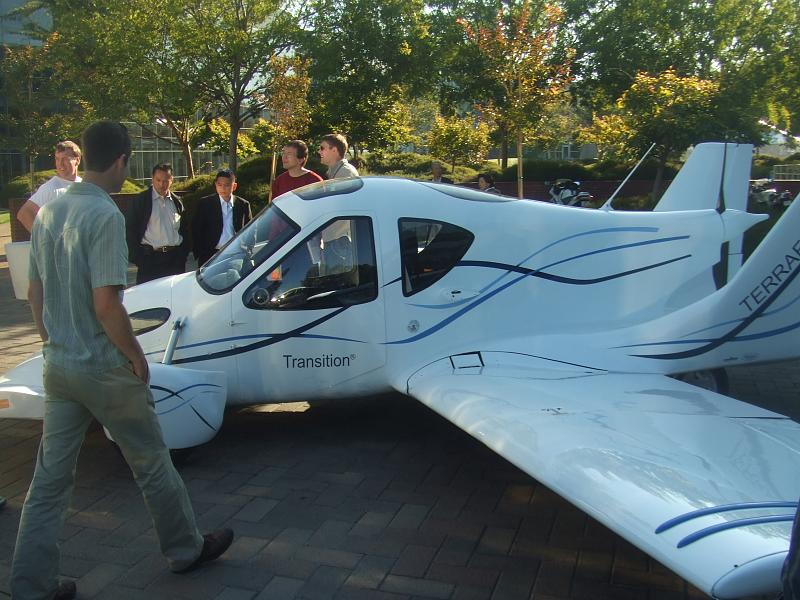

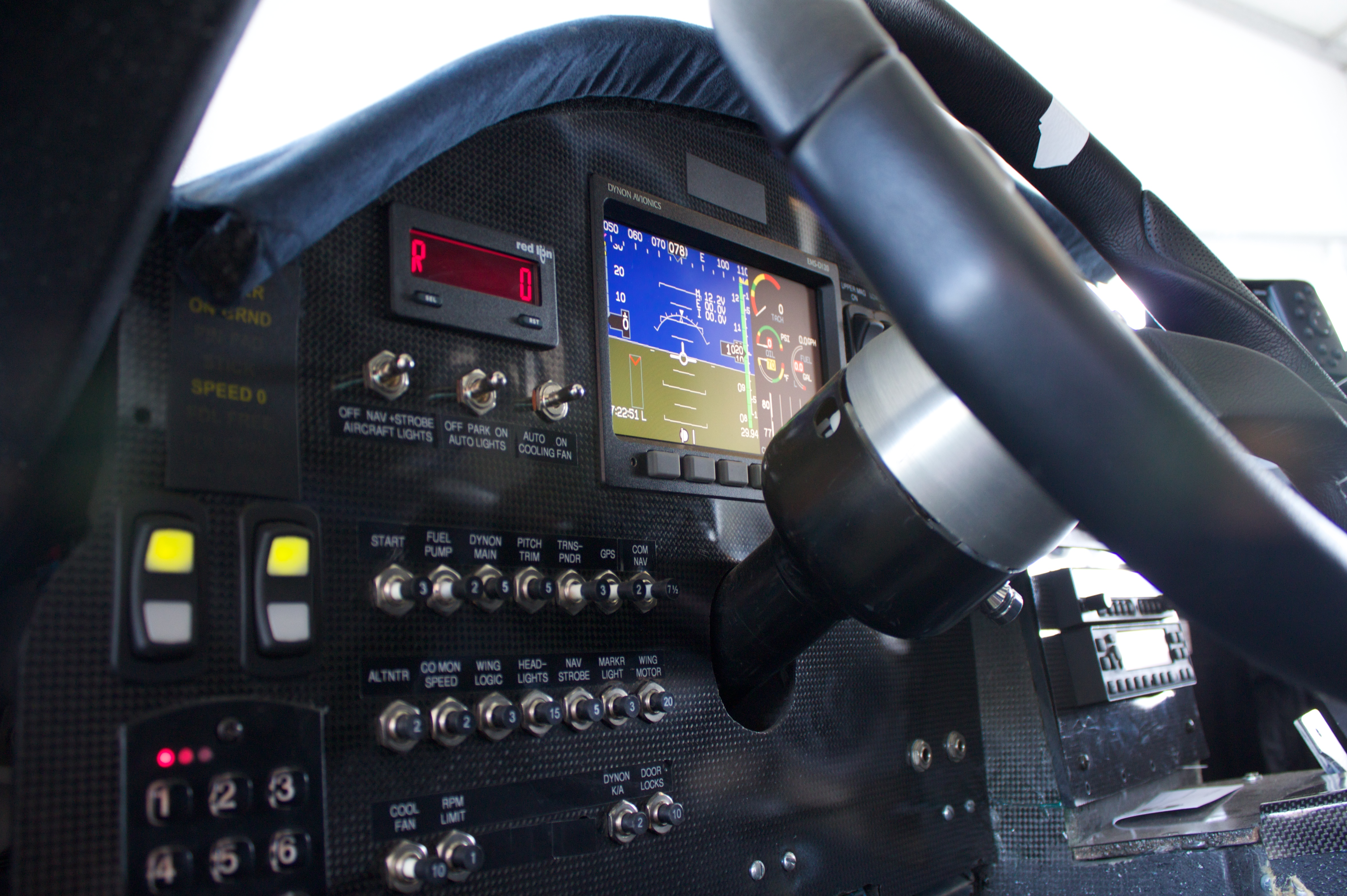
Панель приладів

Terrafugia Transition («Перехід») — літаючий автомобіль зі складними крилами.
За задумом Transition здатний рухатися по асфальту на звичайних для автотрас швидкостях, а в повітрі розганятися до швидкостей, властивих спортивним літакам, що може різко підвищити мобільність переміщення людей між містами. При цьому повинен поміщатися в стандартному автомобільному гаражі.
Розроблявся з 2006 року компанією Terrafugia, перший політ зробив 5 березня 2009 року. Здатний їхати зі швидкістю до 105 км/год по шосе і летіти з максимальною швидкістю 185 км/год. Витрата палива при крейсерській швидкості 170 км/год — 19 л/год. запас палива на 780 км польоту. Довжина автомобіля — 5,7 метра, висота — 2,1 метра, ширина зі складеними крилами — 2 метри. Вага — 570 кг. Розмах крил — 8,4 метри.
Серійний випуск повинен був початися 2011 року. Але, на серпень 2015 року, автомобіль все ще проходить різні випробування. У випробуваннях бере участь вже третій за рахунком прототип. У компанії оголосили, що перші авто покупцям надійдуть через 2 роки, після всіх тестів. Ціна станом на 2016 рік складає $279,000
Terrafugia's Transition має гібридний двигун, що працює як на паливі, так і від літій-іонної батареї, раніше передбачався лише перший варіант. З'явилася система підсилення потужності на короткий час. У салоні — покращена бортова електроніка та система безпеки. Також відведено більше місця під багаж.
У листопаді 2017 було оголошено, що перші поставки заплановано на 2019.
У 2021 компанія звільнила своїх працівників у США і перенесла діяльність до КНР.